# 理查德·舍勒
理查德·舍勒（英語：Richard Scheller，1953年10月30日—），美国神经科学家。

## 生平
1982年至2001年在斯坦福大学任教授，后加入基因泰克公司担任研究和早期发展执行副总裁。

## 荣誉和奖项
他于1989年获艾伦·T·沃特曼奖，1993年获奥尔登·斯宾塞奖，1997年获国家科学院分子生物学奖，2010年与托马斯·聚德霍夫、詹姆斯·罗思曼获卡夫利神经科学奖，2013年与聚德霍夫获拉斯克基础医学奖。他是美国艺术与科学学院院士和国家科学院的成员。